# Lac à la Croix (La Mitis)
Pour les articles homonymes, voir Lac à la Croix.
Le lac à la Croix est un lac du Bas-Saint-Laurent au Québec (Canada). Il fait partie du territoire non organisé de Lac-à-la-Croix dans La Mitis auquel il a donné son nom. En fait, le lac à la Croix n'est qu'une partie d'un lac plus grand ; la partie au nord se nommant lac Inférieur et la partie au sud lac Supérieur.

## Toponymie
Le nom de ce lac est attesté depuis au moins 1955 puisqu'il apparait sur une carte datant de cette année. Il a été nommé ainsi parce qu'il y avait une croix plantée à cet endroit où un missionnaire chrétien avait été enterré. Le toponyme fut officialisé en 1968.